# AKINA EAST LIVE INDEX-XXIII
《AKINA EAST LIVE INDEX-XXIII》는 일본의 가수 나카모리 아키나(中森明菜)의 라이브 음반으로 1989년 11월 17일에 발매하였다. (2CD: 45L2-126~7, 2GOLD CD: 54L2-5106~7, CT: 42L4-126) 이 음반은 그가 1989년 4월 29일에서 30일까지 이틀에 걸쳐 요미우리랜드에서 공연한 콘서트 음원을 녹음하여 수록한 것이다. 모두 그가 여태까지 발매한 싱글곡들을 불렀으며 B사이드 곡중에서는 유일하게 〈LIAR〉의 B사이드 곡 〈Blue on Pink〉도 불러 이 음반에 실렸다.
1989년 11월 27일, 오리콘 주간 앨범 차트에 올라와 최고순위 6위를 기록하였다.

## 수록곡
| #            | 제목                                               | 작사                                          | 작곡                | 재생 시간 |
| ------------ | -------------------------------------------------- | --------------------------------------------- | ------------------- | --------- |
| 1.           | 〈〈TATTOO〉〉                                     | 모리 유리코                                   | 세키네 안리         | 5:22      |
| 2.           | 〈〈DESIRE -정열-〉(DESIRE -情熱-)〉               | 아키 요코                                     | 스즈키 키사부로     | 4:30      |
| 3.           | 〈〈Fin〉〉                                        | 마츠모토 잇키                                 | 사토 켄             | 4:07      |
| 4.           | 〈〈SOLITUDE〉〉                                   | 유카와 레이코                                 | 다케가와 유키히데   | 4:14      |
| 5.           | 〈〈BLONDE〉〉                                     | Biddu, Winston Sela 아소 게이코 (일본어 작사) | Biddu, Winston Sela | 3:50      |
| 6.           | 〈〈I MISSED "THE SHOCK"〉〉                       | QUMICO FUCCI                                  | QUMICO FUCCI        | 3:37      |
| 7.           | 〈〈SAND BEIGE -사막으로-〉(SAND BEIGE -砂漠へ-)〉 | 교 에이코                                     | 츠시미 다카시       | 2:50      |
| 8.           | 〈〈AL-MAUJ (알마우자)〉(AL-MAUJ (アルマージ))〉   | 오오츠 아키라                                 | 사토 다카시         | 3:59      |
| 9.           | 〈〈집시 퀸〉(ジプシー・クイーン 지푸시 퀸[*])〉   | 마츠모토 잇키                                 | 구니야스 와타루     | 4:13      |
| 10.          | 〈〈TANGO NOIR〉〉                                 | 후유무리 가요코                               | 츠시미 다카시       | 4:07      |
| 11.          | 〈〈미 아모레〉(ミ・アモーレ〔Meu amor é･･･〕)〉   | 강진화                                        | 마츠오카 나오야     | 3:39      |
| 총 재생 시간 | 총 재생 시간                                       | 총 재생 시간                                  | 총 재생 시간        | 44:33     |

| #            | 제목                                                        | 작사            | 작곡              | 재생 시간 |
| ------------ | ----------------------------------------------------------- | --------------- | ----------------- | --------- |
| 1.           | 〈〈슬로우 모션〉(スローモーション)〉                       | 키스기 에츠코   | 키스기 다카오     | 3:20      |
| 2.           | 〈〈트와일라이트 -석양 편지-〉(トワイライト -夕暮れ便り-)〉 | 키스기 에츠코   | 키스기 다카오     | 2:54      |
| 3.           | 〈〈세컨드 러브〉(セカンド・ラブ)〉                         | 키스기 에츠코   | 키스기 다카오     | 2:44      |
| 4.           | 〈〈난파선〉(難破船)〉                                      | 가토 도키코     | 가토 도키코       | 4:26      |
| 5.           | 〈〈장식이 아니야, 눈물은〉(飾りじゃないのよ涙は)〉         | 이노우에 요스이 | 이노우에 요스이   | 4:13      |
| 6.           | 〈〈금구〉(禁区)〉                                          | 우리노 마사오   | 호소노 하루오미   | 2:25      |
| 7.           | 〈〈소녀A〉(少女A)〉                                        | 우리노 마사오   | 세리자와 히로아키 | 3:28      |
| 8.           | 〈〈십계 (1984)〉(十戒 (1984))〉                            | 우리노 마사오   | 다카나카 마사요시 | 2:39      |
| 9.           | 〈〈1/2의 신화〉(1/2の神話)〉                               | 우리노 마사오   | 오사와 요시유키   | 3:35      |
| 10.          | 〈〈서던 윈드〉(サザン・ウインド)〉                         | 키스기 에츠코   | 다마키 고지       | 2:46      |
| 11.          | 〈〈기타 윙〉(北ウイング)〉                                 | 강진화          | 하야시 테츠지     | 3:46      |
| 12.          | 〈〈Blue On Pink〉〉                                        | 미우라 요시코   | 구니야스 와타루   | 3:37      |
| 13.          | 〈〈LIAR〉〉                                                | 시라미네 미츠코 | 이즈미 카즈야     | 4:49      |
| 총 재생 시간 | 총 재생 시간                                                | 총 재생 시간    | 총 재생 시간      | 44:45     |